# Mathieu Thoreau
Pour les articles homonymes, voir Thoreau (homonymie).
Mathieu Thoreau (né le 14 avril 1612 et mort le 31 janvier 1692) est un prélat français, évêque de Dol.

## Biographie
Issu d'une ancienne famille du Poitou, il nait à Poitiers fils de René Thoreau et de son épouse anonyme. Il commence ses études au collège des Jésuites de sa ville natale ou il obtient un doctorat de droit canon.
Il obtient en commende plusieurs prieurés: Sainte-Catherine-de-Laval, Saint-Jean-de-Montleveur et La Faye-Montjoult avant d'accéder à l'épiscopat. Ordonné prêtre vers 1645 il devient chanoine puis doyen de la cathédrale de Poitiers, agent général du clergé de France de 1655 à 1660, charge dans laquelle il se signale par son zèle contre le jansénisme mais aussi par son loyalisme envers Mazarin il est à la fin de son mandat nommé confesseur du roi promu à l'évêché de Dol.
En 1664, il fait construire, une fontaine en granit avec à son sommet la statue de saint Samson dont le doigt indique la direction des chemins de Saint-Jacques de Compostelle. Cette fontaine portera son nom car il y fit faire ces deux têtes de taureaux disparues lors de la destruction de la fontaine en 1793. c'est en 1994 que l'architecte urbaniste Jean-François Revert, lauréat du grand prix de l'urbanisme en 1990, sollicite Louis Roger dans la perspective de la réédification de la Fontaine Thoreau à Dol-de-Bretagne. Projet adopté et la nouvelle fontaine copie de la première fut inaugurée le 18 juin 1994 . Les deux têtes de taureau qui décorent l'actuelle fontaine Thoreau, sont des répliques moulées en 1995 à partir des originaux retrouvés dans les combles de la mairie.
M. Juhel de la Plesse, dans sa  Chronologie des Evêques de Dol (Ms), écrit que le 27 mai 1666 l'évêque Mathieu Thoreau posa la première pierre de l'église et de l'abbaye des bénédictines de Dol.
Sa consécration par Victor Le Bouthillier l'archevêque de Tours eut lieu dans l'église des Grands-Augustins, à Paris avec comme co-consécrateurs Charles-François de La Vieuville et Nicolas Colbert. Il assista à l'assemblée du clergé en 1665. Après avoir dirigé sagement son diocèse, il mourut le 31 janvier 1692, âgé de quatre-vingts ans. Il fut inhumé dans la chapelle Saint-Samson sous une tombe de marbre.